# Islas Bijagós

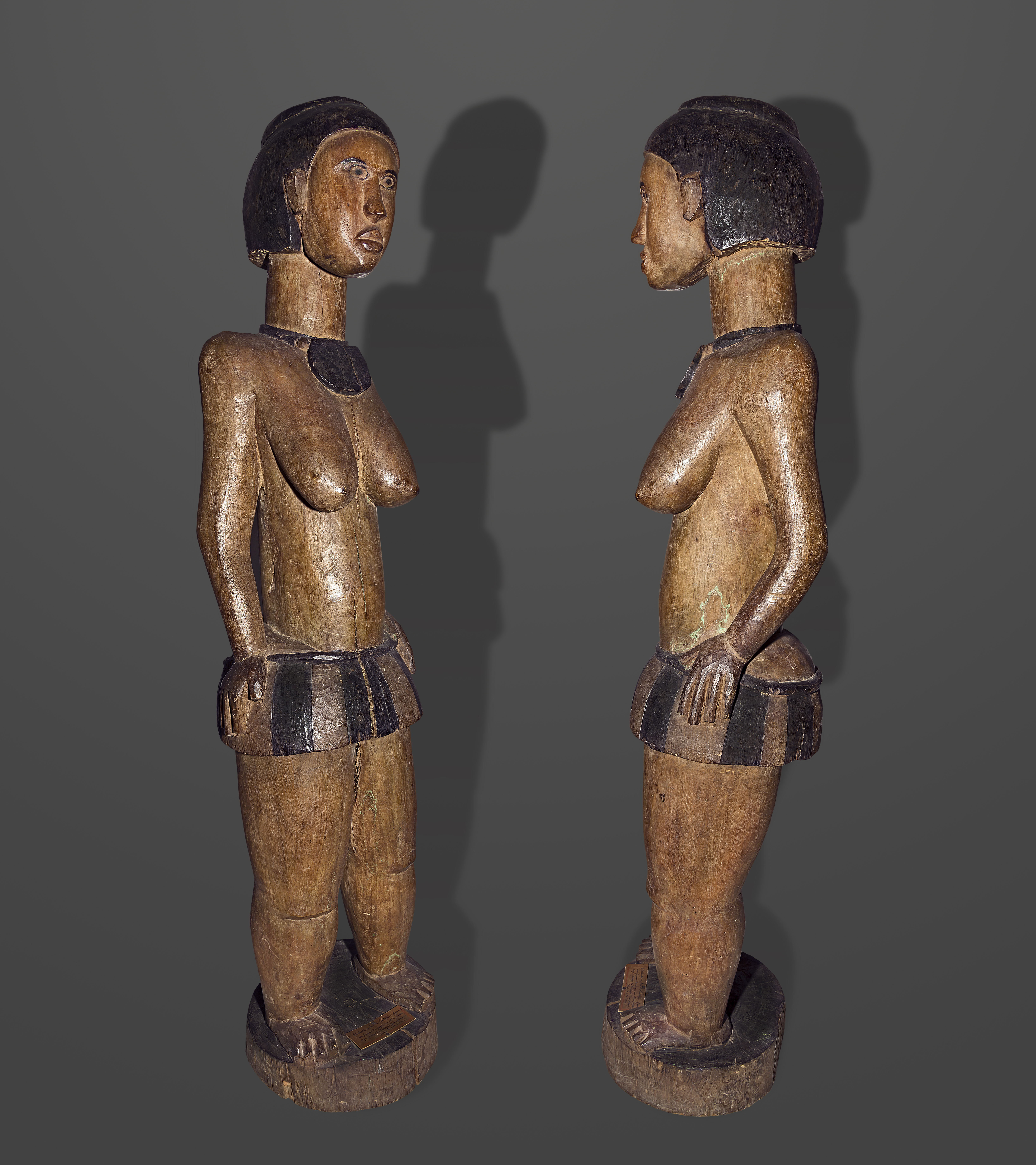
Estatuilla de mujer.

Las islas o archipiélago Bijagós o Bissagos son un grupo de aproximadamente dieciocho islas principales y docenas de más pequeñas en el océano Atlántico, que forman parte del territorio de Guinea-Bisáu. En tiempos precoloniales, las islas eran centros de comercio a lo largo de la costa de África occidental, lo que permitió a los nativos poseer una poderosa armada. En 1535 eso les permitió derrotar a los portugueses cuando intentaron conquistar las islas. Las islas no fueron tomadas por Portugal hasta 1636.
En la actualidad, solo veinte de las islas están habitadas y las demás tienen solo pequeñas poblaciones de nativos. Las islas del sur son una reserva natural. Las islas de Bubaque, Bolama y Caravela son las más pobladas y suelen ser visitadas por turistas. Este hecho continuado durante los años de malestar en Guinea-Bisáu hizo que las islas permanecieran aisladas de aquellos acontecimientos.
Las islas constituyen una reserva de la biosfera de la Unesco, concebida para animales, incluyendo tortugas marinas y monos, y bosques. La población sobre todo habla bijagó y tiene un grado considerable de autonomía. Las islas incluyen: Bolama, Bubaque, Carache (80 km²), Caravela (128 km²), Enu, Formosa (140 km²), Galinhas, João Viera, Maio, Meneque, Orango, Orangozinho (107 km²), Ponta, Roxa (111 km²), Rubane, Soga, Unhocomo, Uno (104 km²) y Uracane.
Orango es controlado por un matriarcado, en el cual las mujeres escogen a sus maridos, haciendo para el futuro esposo un plato solo (a menudo un tradicional ojo de pescado). El acuerdo de matrimonio es marcado por el comer del pescado.